# 8958 Stargazer
8958 Stargazer (1998 FJ126) là một tiểu hành tinh vành đai chính được phát hiện ngày 23 tháng 3 năm 1998 bởi J. Broughton ở Reedy Creek Observatory.